# Мојсије Мурин
Свети Мојсије Мурин (330––405, такође познат и као Мојсије Црни, Мојсије Разбојник, Мојсије Етиопљанин, Мојсије Јаки) био је аскетски хришћански монах и светитељ који је живио у Египту у 4. веку. Према предању био је роб који је након бекства постао разбојник у долини реке Нил. Када су га једном прогониле власти, нашао је уточиште у заједници хришћанских пустињака те је тамо с временом постао толико импресиониран њиховим начином живота да је прво постао хришћанин, а потом монах и јеромонах. Мојсије је временом постао један од духовних вођа пустињака, а посебно се истакао када је одбио казнити другог монаха због ситног преступа.
Године 405. су њега и седморицу браће убили варварски разбојници.
Православна црква прославља овог светитеља и седморицу монаха 28. августа по јулијанском календару.